# Harald Huffmann
Werner Hamel (Essen-Werden, 3. lipnja 1908. – 20. prosinca 1992.) je bivši njemački hokejaš na travi. Igrao je na mjestu napadača. Izvan športa je radio kao pogonski poslovođa.
Osvojio je srebrno odličje na hokejaškom turniru na Olimpijskim igrama 1936. u Berlinu igrajući za Njemačku. Odigrao je tri susreta.
Te godine je igrao za ETuF Essen.
Olimpijsko odličje je bio njegov najveći uspjeh u karijeri. Zanimljivo je napomenuti da je i s 55 godina bio kapetanom essenskog hokejaškog sastava ETuF-a.

## Vanjske poveznice
- Profil na Database Olympics
- (njem.) Ahnentafel mit privaten Informationen zu Huffmann  Arhivirana inačica izvorne stranice od 7. veljače 2009. (Wayback Machine)
- (njem.) Historie seines Vereins ETUF Essen
- Profil na Sports-Reference.com  Arhivirana inačica izvorne stranice od 11. siječnja 2012. (Wayback Machine)